# Heinrich Lehmann-Willenbrock
Heinrich Lehmann-Willenbrock (Bremen, 11 december 1911 - Bremen, 18 april 1986) was een Duitse onderzeebootkapitein bij de Kriegsmarine tijdens de Tweede Wereldoorlog. Hij behoorde tot de top-tien van de "Aces of the Deep" tijdens de Slag om de Atlantische Oceaan tegen de geallieerde koopvaardijschepen. Hij had het commando over de U 96, een Type VII U-boot, die grote erkenning kreeg. De Duitse oorlogscorrespondent Lothar-Günther Buchheim voer op een van de vele patrouilles van de U 96 mee, en maakte verscheidene, wereldberoemd geworden foto's van Lehman-Willenbrock en zijn bemanning. Later schreef Buchheim het boek Das Boot. In de boekverfilming Das Boot wordt Willenbrock gespeeld door Jürgen Prochnow.

## Levensloop
Lehmann-Willenbrock werd geboren in Bremen en kwam bij de Reichsmarine in april 1931, met de rang van zeekadet. Hij deed dienst op een lichte kruiser en een zeilschoolschip en ging in april 1939 naar het toenmalige U-bootflottielje, vijf maanden vóór de Tweede Wereldoorlog begon. Als waarnemend officier fungeerde hij op de U 8, waarna hij bevorderd werd tot Kapitänleutnant en hij in december 1939 het bevel overnam op de U 5. Beide U-boten waren van het Type II U-boot-klasse. Lehmann-Willenbrocks eerste patrouille duurde 15 dagen en daar werd hij ingezet langs de fjordenkust van Noorwegen tijdens Operatie Hartmut. De U 5 werd ingezet ter ondersteuning van de invasie van Noorwegen. Er werden geen schepen tot zinken gebracht door de U 5.
Na de terugkeer van de U 5, kreeg Willenbrock de U 96 overgedragen, waarvan de bemanning nog een drie maanden durende stage moest ondergaan, alvorens ze in actieve dienst werd ingezet. Na drie patrouilles onder Willebrocks commando had de U 96 125.580 BRT aan scheepsruimte tot zinken gebracht. Alleen al tijdens de derde patrouille werden zeven schepen tot zinken gebracht, met een gezamenlijk tonnage van 49.490 BRT. Op de zevende patrouille kwam luitenant Lothar-Günther Buchheim aan boord van de U 96 en documenteerde hiermee de boot met zijn successen en tegenslagen in zijn boek Das Boot. Willenbrock verdiende al zijn medailles tijdens zijn patrouilles met de U 96. Lehmann-Willenbrock maakte met zijn U-boot vooral veel slachtoffers in de Noord-Atlantische Oceaan en dan voornamelijk voor de kust van Canada. Tijdens de oorlog bracht hij in totaal 25 geallieerde schepen (van in totaal 180.000 BRT) tot zinken en beschadigde twee andere (van in totaal ongeveer 16.000 BRT).
Willenbrock werd in maart 1942 bevorderd tot Korvettenkapitän en benoemd tot Flottillechef van het 9. Unterseebootsflottille, die gevestigd was in Brest, Frankrijk. Op 2 april 1944 nam hij kort daarna het commando over van de U 256. Met deze boot had hij geen schepen tot zinken gebracht. De Kriegsmarine meldde Willenbrock dat Brest bezet was door de Amerikanen en er werd hem bevolen de U 256 naar de haven van Bergen, Noorwegen, te brengen. In Bergen werd hij benoemd tot Flottillechef van het 11. Unterseebootsflottille in december en hield deze functie tot aan de Duitse overgave in Noorwegen op 9 mei 1945.

## Na de oorlog
Na een jaar gevangenschap keerde Willenbrock terug naar Duitsland in mei 1946 en hielp mee met de berging van gezonken schepen op de Rijn. In 1948 verliet hij Duitsland aan boord van zijn schip Magellan, met drie van zijn vrienden naar Buenos Aires, Argentinië. Na terugkeer in Duitsland diende hij als kapitein op een aantal vrachtschepen. Hij werd benoemd tot kapitein van het Duitse vrachtschip Otto Hahn, de eerste van slechts vier nucleaire handelsschepen. In Buchheims boek Der Abschied beschrijft hij een van die reizen, die Buchheim meevoerde als passagier. Lehmann-Willenbrock werd later directeur van een scheepsbouwwerf.
Heinrich Lehmann-Willenbrock werd gedecoreerd in 1974 met het Bundesverdienstkreuz ben Bande (Federale Verdienstekruis op Lint). In 1982 vergezelde Willenbrock Wolfgang Petersen en de Das Boot-cast en filmcrew als adviseur van de film. Daarna keerde hij terug naar Bremen, waar hij bleef tot aan zijn dood op 18 april 1986. Heinrich Lehmann-Willenbrock overleed op 74-jarige leeftijd.

## Das Boot
Heinrich Lehmann-Willenbrock werd vooral bekend door zijn medewerking aan de film Das Boot. Hij maakte van november 1941 tot januari 1942 een tocht over de Noord-Atlantische Oceaan. De Duitse oorlogscorrespondent Lothar-Günther Buchheim voer op deze tocht mee en maakte verscheidene, wereldberoemd geworden foto's van Lehmann-Willenbrock en zijn bemanning. Later schreef Buchheim het boek Das Boot, waarin Lehmann-Willenbrock de hoofdpersoon was. In 1982 werd het boek verfilmd, waarbij de hoofdpersoon gebaseerd was op Lehmann-Willenbrock. Hij was bij de film hoofdadviseur.

## Successen
- 24 schepen tot zinken gebracht voor een totaal van 170.237 BRT
- 2 schepen tot zinken gebracht voor een totaal van 15.864 BRT
- 1 schip totaal vernietigd voor een totaal van 8.888 BRT

## Militaire loopbaan
- Offiziersanwärter: 1 april 1931[1][2]
- Seekadett: 14 oktober 1931[1][2]
- Fähnrich zur See: 1 januari 1933[1][2]
- Oberfähnrich zur See: 1 januari 1935[1][2]
- Leutnant zur See: 1 april 1935[1][2]
- Oberleutnant Zur See: 1 januari 1937[1][2]
- Kapitänleutnant: 1 oktober 1939[1][2]
- Korvettenkapitän: 1 maart 1943[1][2]
- Fregattenkapitän: 1 december 1944[1][2]

## Decoraties
- Ridderkruis van het IJzeren Kruis op 26 februari 1941 als Kapitänleutnant en Commandant van de U-96[1][2][3]
- Ridderkruis van het IJzeren Kruis met Eikenloof op 31 december 1941 als Kapitänleutnant en Commandant van de U-96[1][2][4]
- IJzeren Kruis 1939, 1e Klasse (31 december 1940)[1][2][5] en 2e Klasse (20 april 1940)[1][2][5]
- Onderzeebootoorlogsinsigne 1939 op 2 januari 1939[1][2][5]
- Gewondeninsigne 1939 in zwart op 8 mei 1939[1]
- Kruis voor Oorlogsverdienste (Italië) met Zwaarden op 1 november 1941[1][5]
- Kruis voor Oorlogsverdienste, 2e Klasse op 30 januari 1944[1][5]
- Onderzeebootfrontgesp in brons op 19 oktober 1944[1]
- Dienstonderscheiding van Leger en Marine op 2 oktober 1936[1][5]
- Kruis van Verdienste aan Lint van de Orde van Verdienste van de Bondsrepubliek Duitsland in 1974[1]
- Hij werd drie maal genoemd in het Wehrmachtsbericht. Dat gebeurde op:
- 14 december 1940[1][6]
- 25 februari 1941[1][7]
- 20 mei 1941[8]

## U-bootcommando
- U 8: 14 okt. 1939 - 30 nov. 1939: Geen oorlogspatrouilles
- U 5: 5 dec. 1939 - 11 aug. 1940: 1 patrouille (16 dagen)
- U 96: 14 sep. 1940 - 1 april 1942: 8 patrouilles (267 dagen)
- U 256: 2 sep. 1944 - 18 okt. 1944: 1 patrouilles (44 dagen)